# Giacomo Matteotti
Giacomo Matteotti (Fratta Polesine, 22 de maig de 1885 - Roma, 11 de juny de 1924) fou un polític socialista italià, qui defensava que el feixisme no és una ideologia com les altres, que no pot ser tolerada.
| «                 | Voleu matar-me, però no podreu matar l'idea que hi ha en mi. Els meus fills tindran la meva glòria. El proletariat em posarà entre els seus martres. Si la meva sang pogués servir per a alliberar-vos estaria content... Visca el Socialismel | » |
| — MATTEOTTI, Font | |   |

## Biografia
Nascut en una família acomodada, Matteotti es va llicenciar en dret a la Universitat de Bolonya, on va entrar en contacte amb el moviment socialista, del que es va convertir aviat en una figura destacada. Durant la Primera Guerra Mundial va sostenir la necessitat de mantenir la neutralitat d'Itàlia, cosa que li va costar el seu empresonament a Sicília. Va rebre el malnom de "La Tempesta" per la seva impetuositat militant, però no va descurar el seu costat més humà, ja que donava gran part del seu salari com a diputat a un orfenat.

### Militància política
Matteotti fou el cap del Partit Socialista Unitari, després Partit Socialista Italià, a la Càmera dels Diputats, on va prendre posició contra el feixisme i contra Benito Mussolini, i durant un cert temps fou el portaveu de la reduïda oposició parlamentària al Partit Nacional Feixista. El 30 de maig de 1924 Matteotti va prendre la paraula a la Càmera per a protestar per les eleccions que s'havien celebrat el 6 d'abril. Mentre de la bancada feixista sorgirien els crits i les riallades, Matteotti llançava un històric discurs en el qual esmenava una a una totes les il·legalitats i els abusos comesos pels feixistes a fi d'arribar a la victòria a les eleccions. En acabar el discurs, després de rebre les felicitacions dels seus companys, els va respondre: "Jo ja he fet el meu discurs. Ara us toca a vosaltres preparar el discurs fúnebre per al meu enterrament".

### Assassinat

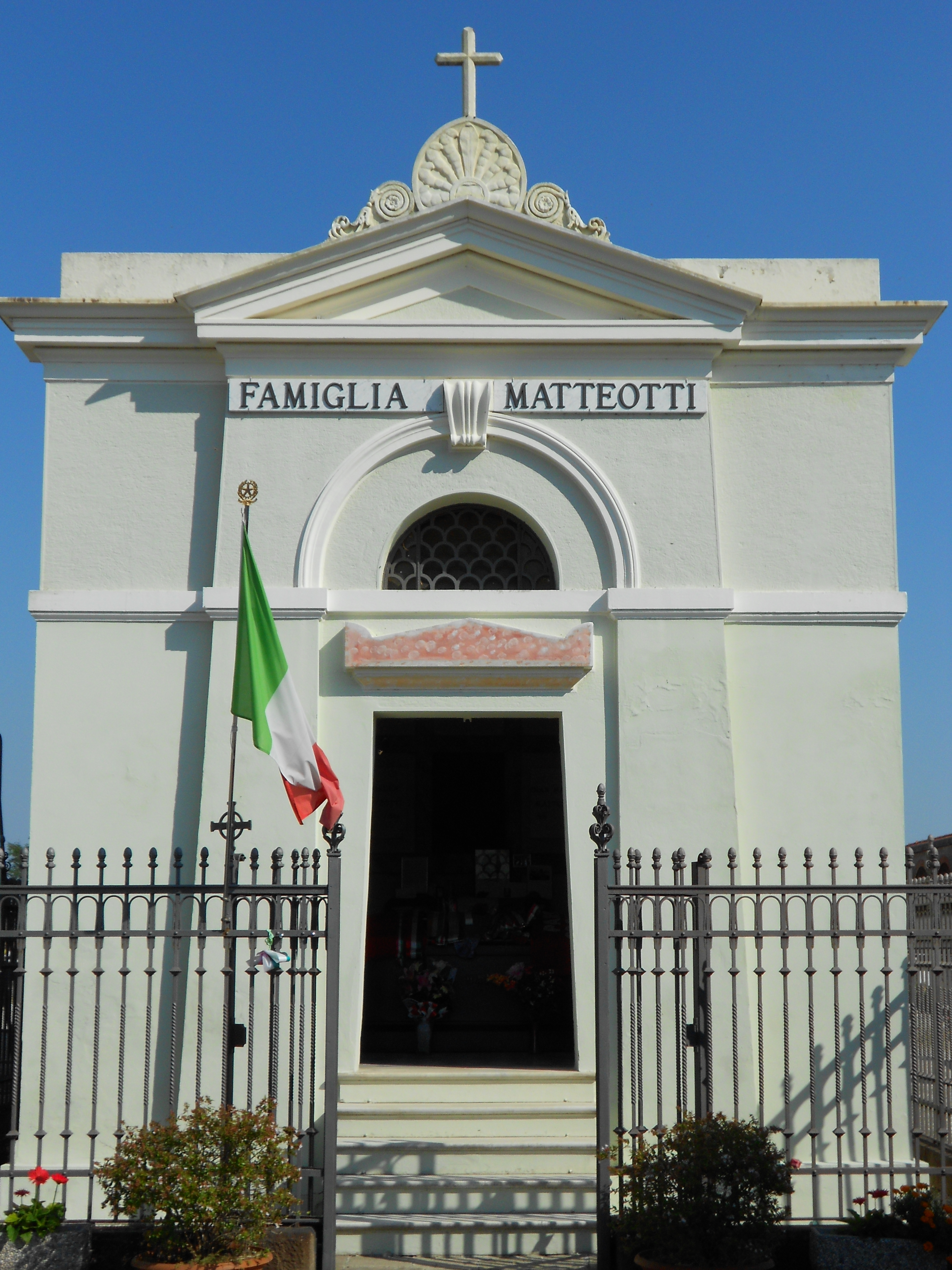
Tomba de Giacomo Matteotti, Fratta Polesine, província de Rovigo

Va ser raptat el 10 de juny a Roma, i el seu cos fou trobat en estat de descomposició el 16 d'agost en un bosc a 25 km. Si bé se sap que van ser sicaris feixistes qui el van raptar i matar, no es va arribar mai a provar que fos el mateix Mussolini qui va ordenar la seva mort, encara que es té constància que al terme del discurs de Matteotti, Mussolini va comentar en públic davant el cap de la policia secreta feixista que qui havia pronunciat tal discurs no hauria de "seguir en circulació". Abans de la seva mort, Matteotti ja havia patit el tracte de les esquadres feixistes, sent segrestat i torturat. Malgrat això, mai va amagar el seu esperit antifeixista.
Poc després de descobrir-se el cadàver de Matteotti es va descobrir que la causa de la seva mort havia estat un apunyalament, i els culpables de l'assassinat van ser buscats. Com a conseqüència, l'hostilitat de l'opinió pública cap al règim feixista va augmentar.
El 1925 el Senat del Regne d'Itàlia va processar el mariscal Emilio de Bono, en la seva condició de cap màxim de les camises negres per responsabilitat en l'assassinat de Matteotti, però va resultar absolt; els autors del crim, en el judici celebrat a Chieti l'any 1926, van ser indultats, i poc després sortits de la presó, a causa de l'amnistia signada l'any 1925 pel rei Víctor Manuel III.
Després de la Segona Guerra Mundial, el 1947, es va jutjar els feixistes Francesco Giunta, Cesare Rossi, Dumini, Amerigo Dumini Giuseppe Viola, Poveromo, Malacria, Filippelli i Panzeri pel crim, al·legant vicis greus en el procés anterior. Dumini, Viola i Poveromo van ser trobats culpables i sentenciats a presó perpètua però van ser alliberats anys després en reduir-se la condemna.
En aquest segon judici l'acció penal contra Mussolini va cessar per la mort de l'acusat. Tanmateix, segons la Sentència del Tribunal de Justícia de Roma (primera secció especial), “sembla que la causalitat política, que consisteix en l'interès, i de fet la necessitat, d'eliminar en Matteotti el més formidable oponent del feixisme és tan evident que qualsevol altra causalitat no pot deixar de semblar infundada".

## Obra publicada
- La recidiva. Saggio di revisione critica con dati statistici, Milano, Fratelli Bocca, 1910.
- Un anno di dominazione fascista, Roma, Tip. italiana, 1923; rist., con un saggio di Umberto Gentiloni Silveri, prefazione di W. Veltroni, Milano, Rizzoli, 2019, ISBN 978-88-171-3894-9. Enllaç a l'obra  PDF
- Il fascismo della prima ora. "Popolo d'Italia", Roma, Tipografica italiana, 1924.
- Reliquie, Milano, Corbaccio, 1924.
- Contro il fascismo, Milano-Roma, Avanti!, 1954; Prefazione di Sergio Luzzatto, Milano, Garzanti, 2019, ISBN 978-88-116-0484-6.
- Discorsi parlamentari, 3 voll., Roma, Stabilimenti tipografici Carlo Colombo, 1970.
- Scritti e discorsi, Milano, Aldo Garzanti, 1974.
- Scritti e discorsi, Venezia, Marsilio, 1981.
- Scritti sul fascismo, a cura di Stefano Caretti, Pisa, Nistri-Lischi, 1983, ISBN 978-88-838-1208-8.
- Giacomo Matteotti 1885-1985. Riformismo e antifascismo. Scritti e discorsi, testimonianze, contributi, Roma, Ediesse, 1985.
- Lettere a Velia, a cura di S. Caretti, Pisa, Nistri-Lischi, 1986, ISBN 978-88-838-1209-5.
- Sulla scuola, a cura di S. Caretti, Pisa, Nistri-Lischi, 1990, ISBN 978-88-838-1210-1.
- Sul riformismo, a cura di S. Caretti, Pisa, Nistri-Lischi, 1992, ISBN 978-88-838-1211-8.
- Lettere a Giacomo, a cura di S. Caretti, Pisa, Nistri-Lischi, 2000, ISBN 88-8381-384-7.
- Scritti giuridici, 2 voll., a cura di S. Caretti, Pisa, Nistri-Lischi, 2003, ISBN 88-8381-425-8.
- La questione tributaria, a cura di S. Caretti, Manduria, P. Lacaita, 2006, ISBN 88-89506-27-X.
- Scritti economici e finanziari, a cura di S. Caretti, 2 voll., Pisa, PLUS, 2009, ISBN 978-88-8492-609-8.
- L'avvento del fascismo, a cura di S. Caretti, Premessa di Alessandro Roncaglia, Pisa, PLUS, 2011, ISBN 978-88-8492-781-1.
- Epistolario: 1904-1924, a cura di S. Caretti, Pisa, PLUS, 2012, ISBN 978-88-8492-850-4.
- Socialismo e guerra, a cura di S. Caretti, Premessa di Ennio Di Nolfo, Pisa, Pisa University Press, 2013, ISBN 978-88-6741-083-5.
- Scritti e discorsi vari, a cura di S. Caretti, Premessa di Gianpasquale Santomassimo, Pisa, Pisa University Press, 2014, ISBN 978-88-6741-301-0.
- La lotta semplice, Roma, Edizioni di Comunità, 2019, ISBN 978-88-320-0528-8.
- Il fascismo tra demagogia e consenso. Scritti 1922-1924, a cura di Mirko Grasso, Collana Saggi, Roma, Donzelli, 2020, ISBN 978-88-552-2104-7.